# Agrostocrinum scabrum
Agrostocrinum scabrum là một loài thực vật có hoa trong họ Thích diệp thụ. Loài này được (R.Br.) Baill. miêu tả khoa học đầu tiên năm 1893.